# Amherst-Mission

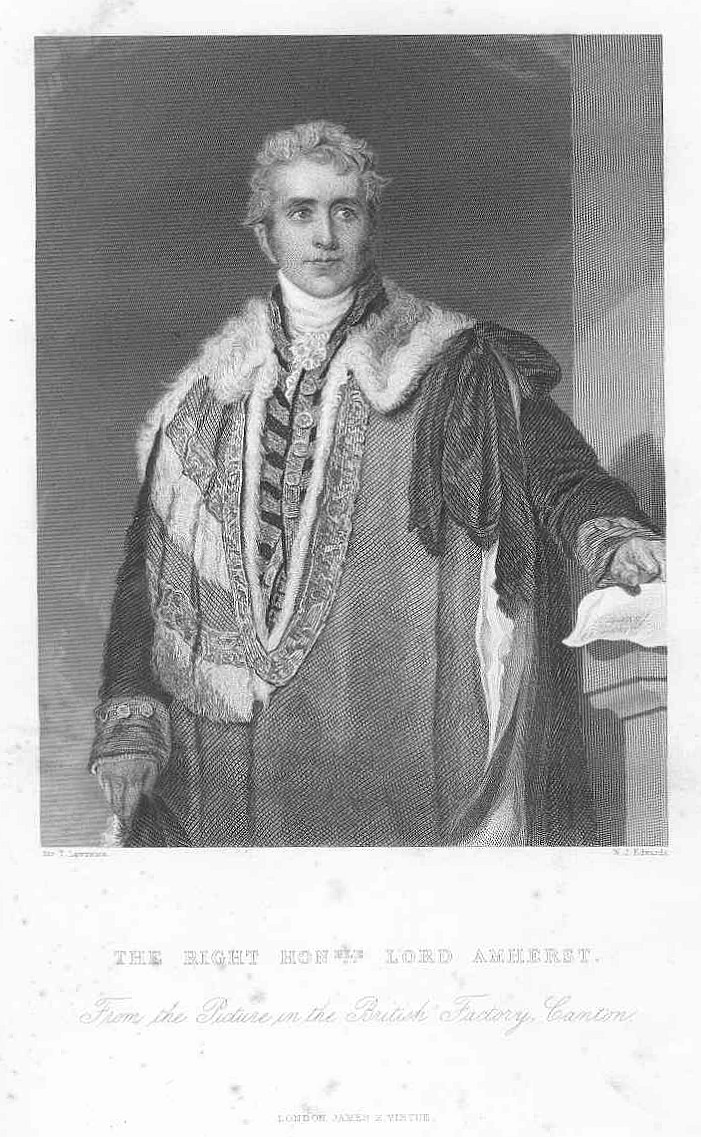
Lord Amherst

Die Amherst-Mission war eine 1816 von Prinzregent Georg (IV.) im Namen seines Vaters, König Georg III., entsandte britische Gesandtschaft in das Kaiserreich China.
Die Amherst-Mission, in die man große Hoffnungen setzte, war der erste Versuch Großbritanniens seit dem Debakel der Macartney-Mission von 1792/93, reguläre Handelsbeziehungen mit dem Kaiserreich China aufzunehmen. Sie stand allerdings schon deswegen unter einem schlechten Stern, weil der Leiter der Gesandtschaft, William Amherst, 2. Baron Amherst, sich vorher weigerte, den Kotau vor einer Drachenfigur (Symbol für den Kaiser) auszuführen (im Gegenzug hatte er gefordert, dass sich ein Mandarin vor einem Porträt Georgs III. niederkniet, was verweigert wurde. Auch Amhersts Vorschlag daraufhin, dass jeder chinesische Gesandte vor König Georg III. in der gleichen Weise niederknien solle, wurde als unmöglich verworfen). Die Mission scheiterte schließlich, weil Amherst nach seiner Ankunft in Peking nicht einer sofortigen Audienz bei Kaiser Jiaqing in Reisekleidung nachkam, wohl aus Erschöpfung (Tatsächlich gab er erst Ermüdung, dann Krankheit als Entschuldigungsgrund an). Jiaqing schickte daraufhin seinen Hofarzt zu Amherst, der dem Kaiser dann jedoch berichtete, dass Amherst nur simuliere. Darüber erzürnt, verweigerte der Kaiser die Audienz und ließ die Gesandtschaft der Stadt verweisen. Ohne etwas bewirkt zu haben, kehrte Amherst schließlich über Guangdong nach England zurück.